# 骨抜き
骨抜き（ほねぬき、オランダ語 Fishbone Pincet、英語 Fishbone Tweezers）は、魚類の骨を挟んで抜くために用いる道具。魚類を加工・調理する際に骨を抜く用途に使われることが多く、加工工場や厨房で使用される。また研究用途として、生物の解剖にも使用される。ピンセット状の物からペンチ状の物まで各種あるが、一般にピンセットの一種に分類される。先端形状は平らになっており、骨を掴む用途に特化してある。骨は斜めに抜き取る。

## 材料
古くから工芸品として毛抜きと共に歴史を歩んでおり、素材は鉄が主流であった。しかし鉄では錆びるため、最近はステンレスが多い。チタンや貴金属も使われているが、高価であり加工が難しいため、実用品としてではなくコレクション品としての側面が強い。

## 慣用句
慣用句的な「骨抜き」の用法：｢物事が弱体化した｣状態を指す。
- 人が自発的な意思の弱い状態にされること。
例: 人間関係、教育などで、相手の権威、魅力により言いなりになる様子。
- 意見・計画などの重要部分を取り去り内容を乏しくすること。
例: 法律、議案などで、例外規定などの付加により、当初の規制に抜け道が出来ることで実効性がなくなった状態。